# Шпан, Петер Йозеф
Петер Йозеф Шпан (нем. Peter Joseph Spahn; 22 мая 1846, Винкель, Гессен — 31 августа 1925, Бад-Вильдунген) — германский юрист и политик.

## Биография
Петер Шпан родился 22 мая 1846 года в Винкеле. После окончания средней школы в Хадамаре в 1866 году Шпан изучал право в университетах Вюрцбурга, Тюбингена, Берлине и Марбурга.
В 1874 году Шпан стал мировым судьей в Мальборке в провинции Западная Пруссия. 
В 1887 году он был назначен судьей Боннского окружного суда, в 1892 году — судьей Высшего земельного суда Позена, а с 1896 года — Верховного суда Берлина. 
В 1898 году Петер Йозеф Шпан стал членом Императорского суда в Лейпциге и в этой должности в 1899 году был президентом Katholikentag в городе Ныса.
В 1905 году он стал председателем Высшего земельного суда в Киле, а с 1910 по 1917 год занимал ту же должность во Франкфурте-на-Майне.
Как политик Шпан был членом Партии Центра. Во время Первой мировой войны П. Шпан, как и его сын Иоганн Мартин Адольф Шпан, критиковал якобы «левую ориентацию» центра за то, что на неё слишком сильно повлияли идеи Матиаса Эрцбергера.
С 1882 по 1888, с 1891 по 1898 и с 1904 по 1907 год Петер Йозеф Шпан был членом Прусской Палаты представителей, а в 1918 году вошёл в Палату господ Пруссии; помимо этого, с 1884 по 1917 год Шпан был депутатом германского рейхстага.
С 1895 по 1898 и с 1909 по 1911 год Петер Шпан был вице-президентом рейхстага.

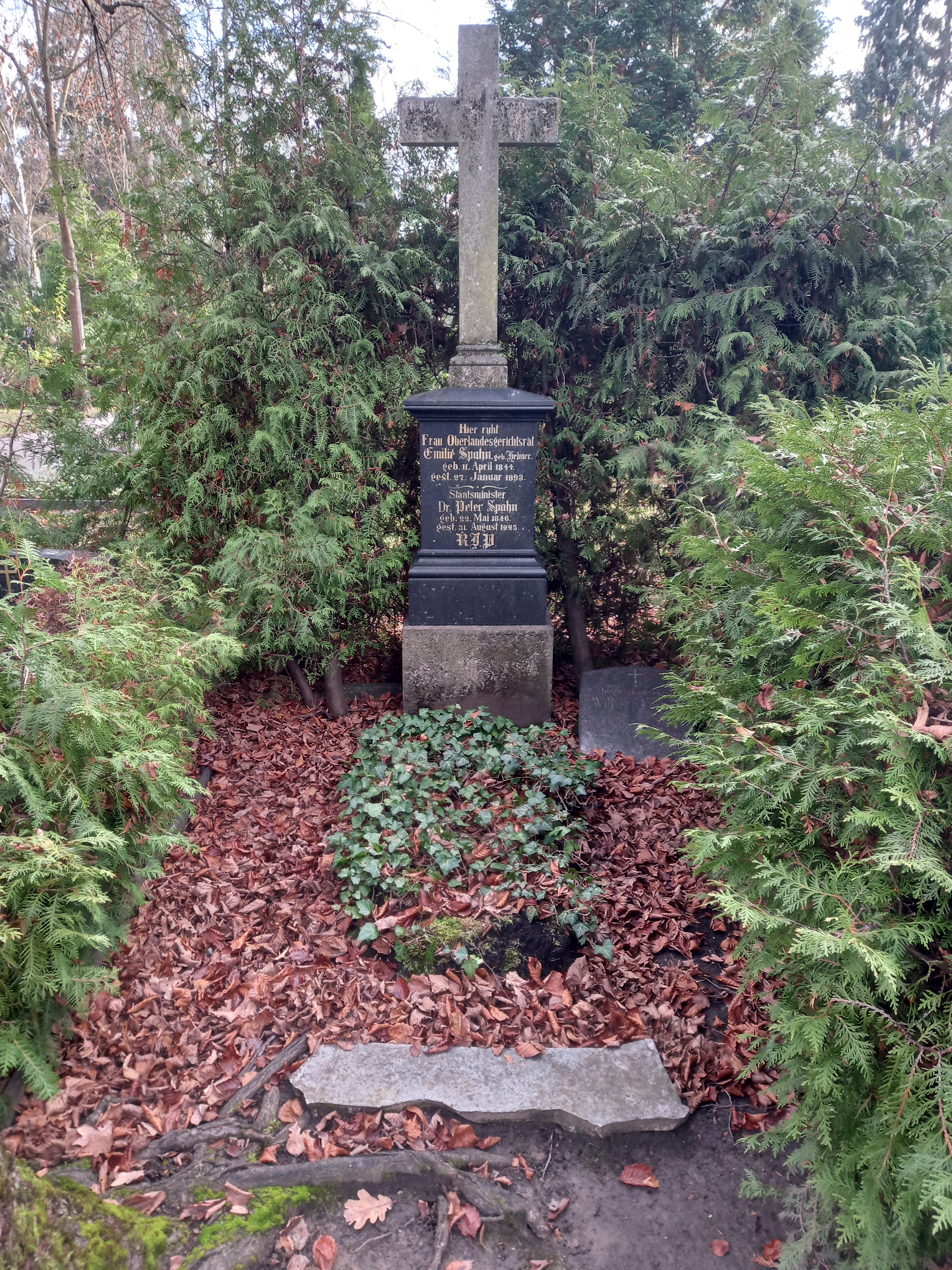
Могила П. Й. Шпана

9 февраля 1912 года Шпан выиграл во втором туре выборов на пост президента рейхстага у марксистского социал-демократа Августа Бебеля, но уже через несколько дней (по неизвестным причинам) подал в отставку. В том-же году он стал парламентским лидером центристов. 
В рейхстаге в качестве председателя совещательной комиссии он сыграл ключевую роль в разработке Германского гражданского уложения и оказал значительное влияние на разработку нового Торгового кодекса Германии и конституции Эльзас-Лотарингии.
В 1919—1920 гг. Шпан был членом Веймарского учредительного собрания, где он был заместителем председателя «Комитета по предварительному согласованию проекта конституции Германского рейха». Хотя по убеждениям он был консервативным монархистом, Шпан выступал за сотрудничество с Социал-демократической партией Германии и за принятие Версальского договора. Затем, до самой смерти, Шпан был депутатом рейхстага Веймарской республики.
Петер Йозеф Шпан скончался 31 августа 1925 года в  Бад-Вильдунгене и был погребён на кладбище при церкви Святого Матфея в Темпельхофе.